# Neandertalczyk (singel)
Neandertalczyk – singel polskiego rapera Young Igiego. Singel został wydany 15 września 2020 roku przez wytwórnię Universal Music Polska. Tekst utworu został napisany przez Igora Ośmiałowskiego.
Nagranie uzyskało certyfikat złotej płyty w 2021 roku.
Singel zdobył ponad 4 miliony wyświetleń w serwisie YouTube (2023) oraz ponad 5 milionów odsłuchań w serwisie Spotify (2023).

## Nagrywanie
Utwór został wyprodukowany przez PSR. Tekst do utworu został napisany przez Igora Ośmiałowskiego.

## Twórcy
- Young Igi – słowa[1]
- Igor Ośmiałowski – tekst[1][2]
- PSR – produkcja[1]